# Загориця-при-Чатежу
Загориця-при-Чатежу (словен. Zagorica pri Čatežu) — поселення в общині Требнє, регіон Південно-Східна Словенія, Словенія.